# Species Graminum Stipaceorum
Species Graminum Stipaceorum (abreviado Sp. Gram. Stipac.) es un libro con ilustraciones y descripciones botánicas que fue escrito conjuntamente por Carl Bernhard von Trinius & Franz Josef Ruprecht en el año 1842.